# Angelzoom
Angelzoom è un progetto solista della cantante tedesca Claudia Uhle che ha pubblicato un album eponimo nel 2004.
L'album ha visto la partecipazione di vari musicisti e degli Apocalyptica ed è stato prodotto da Bernd Wendlandt, autore anche di tutti i testi. Nell'aprile 2005 gli Angelzoom hanno accompagnato gli Apocalyptica nel loro tour europeo.

## Album
- 2004 - Angelzoom
- 2010 - Nothing is Infinite

### Singoli
- 2004 - Fairyland
- 2005 - Back in the Moment (insieme a Joachim Witt)
- 2010 - The Things You Said (cover dei Depeche Mode)